# Rocca Torrione
La Rocca - Torrione si trova a Cagli, nelle Marche.

## Storia e descrizione
Notizie sulla sua edificazione nella città di Cagli risalgono al 1481, anno del decreto del vescovo Bonclerici ove è fatto riferimento alla costruenda Rocca. La poderosa macchina bellica progettata da Francesco di Giorgio Martini, dopo essere stata conquistata nel giugno del 1502 dal Valentino con uno stratagemma, venne parzialmente smantellata prima della seconda nuova invasione del ducato d’Urbino da parte dello stesso Borgia. L'ordine del duca Guidobaldo da Montefeltro fu eseguito anche per la fortezza calliense, come conferma il bando del 1511 con il quale si proibiva di appropriarsi delle pietre della Rocca.
Sui poderosi avanzi della fortezza venne in seguito dal Comune edificato il convento dei Padri Cappuccini.
Il Torrione, che costituiva l'appendice fortificata della Rocca a cavallo della cinta urbica medioevale, fu realizzato in quel periodo di transizione marcato da forte sperimentazione a seguito dell'uso sempre più massiccio delle armi da fuoco.
Nel "Trattato di architettura civile e militare" la fortezza di Cagli viene presentata da Francesco di Giorgio per prima e con grande ricchezza di dettagli tra le sei elencate, il che ha fatto ipotizzare un certo compiacimento dell'autore.

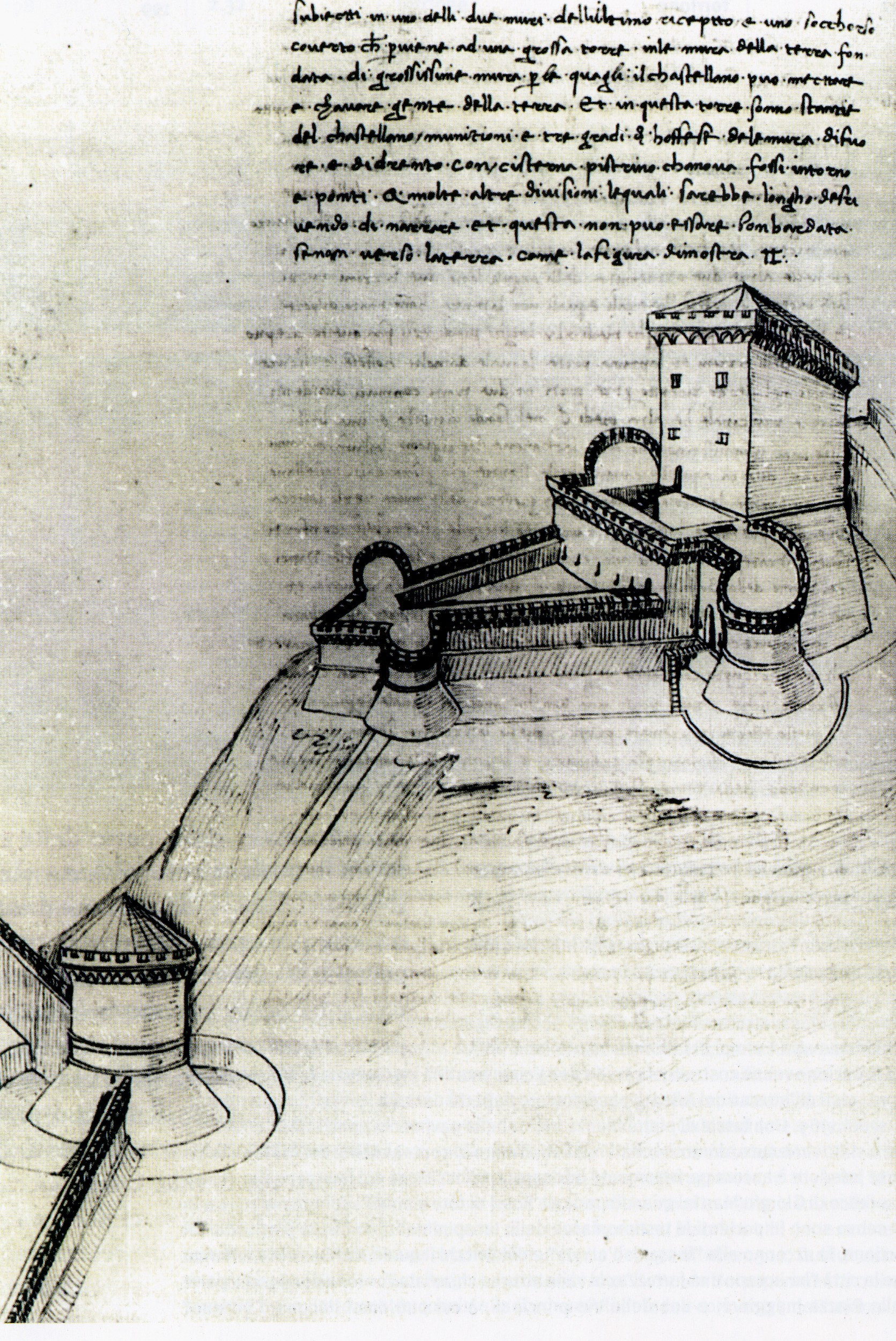
Disegno raffigurante la Rocca e il Torrione tratto dal Codice Magliabechiano di Francesco di Giorgio Martini, BNCF

Nell'odierna pavimentazione stradale una fascia semicircolare di pietra bianca indica il livello ove è stato rinvenuto il muro di contenimento del fossato che fino al Settecento conteneva acqua di risulta dell'acquedotto comunale. Durante l'opera di riapertura parziale del fossato è stata trovata la base sulla quale appoggia il ponte levatoio che, dunque, non giungeva a toccare il bordo del fossato.
Al di sopra della stretta porta situata verso la città sono le due asole attraverso le quali scorrevano le catene del ponte levatoio.
Superata la porta lignea a due ante si accede a un breve corridoio, anticamente chiuso nella parte di fondo da altra porta, e coperto con volta a botte munita di spioncino. Il locale del primo piano, spartano come gli altri, presenta cinque troniere dotate di “fumigante” (camino di aspirazione dei fumi delle armi da fuoco), della lastra di pietra con la tacca per la mira ed il foro circolare per l'innesto dell'arma da fuoco, nonché dei fori quadrati paralleli che servivano per posizionare l'arma da fuoco per mezzo di stanghe di legno. Nella parte sin. del locale ovoidale è il condotto finestrato che permette di attingere acqua dalla sottostante cisterna alta sei metri.
Al di sotto della stanza del primo piano, sono due locali semicircolari voltati muniti di troniere. Da uno di questi si imbocca il lungo “soccorso coverto”, ossia il camminamento segreto che scavato nelle viscere del sovrastante colle conduce alla piazza d'arme della sovrastante Rocca. La stanza ellissoidale del secondo piano non presenta alcuna bocca da fuoco, essendo dotata in origine probabilmente solo delle due strette luci che permettevano di controllare un buon tratto della cinta urbica. Ciò fa supporre che questa fosse la stanza del Conestabile.
Le scale lumacate che scompaiono nel forte spessore delle murature, conducono tanto al piccolo vano dal quale per mezzo di argani, dei quali sono tracce nell'intonaco, veniva sollevato il ponte levatoio, quanto all'ultima stanza che si differenzia dalle altre per la sua copertura a capriate, e che forse non è andata esente dai rimaneggiamenti cinquecenteschi.
L'intonaco chiaro reca graffiti uno stemma e il motto che recita: "CARO MIO CONPAGNO AMA IDIO E LA SUA MADRE SIGNORE CONTE RVBERTO [BOSCHETTI] SIGNORE ROSO RIDOLFI ADI 24 DE NOVEMBRE 1519". È fatto riferimento agli uomini di Lorenzo de' Medici nel periodo in cui ebbe a governare il ducato d'Urbino per volontà del consanguineo papa Leone X.
L'ampio ballatoio presenta 58 caditoie per la difesa piombante (chiuse da botole di legno) e 15 feritoie.
Dalla zona di ronda si intravede la turrita Porta Massara a base trapezoidale, donata a Cagli dagli abitanti di Massa Trabaria, nel periodo della ricostruzione della città (1289). La porta probabilmente era difesa grazie a un ponte basculante e ad un camminamento esterno poggiante sulle mensole lapidee del coronamento.
Il Torrione, sede del Centro per la Scultura Contemporanea, ospita sculture di: Roberto Almagno, Giovanna Bolognini, Pietro Coletta, Marco Gastini, Giuliano Giuliani, Paolo Icaro, Jannis Kounellis, Carlo Lorenzetti, Luigi Mainolfi, Eliseo Mattiacci, Nunzio Di Stefano, Hidetoschi Nagasawa, Giulio Paolini, Ernesto Porcari, Salvatore Scarpitta, Adrian Tranquilli, Giovanni Termini, Giuseppe Uncini, Gilberto Zorio.

## Galleria d'immagini

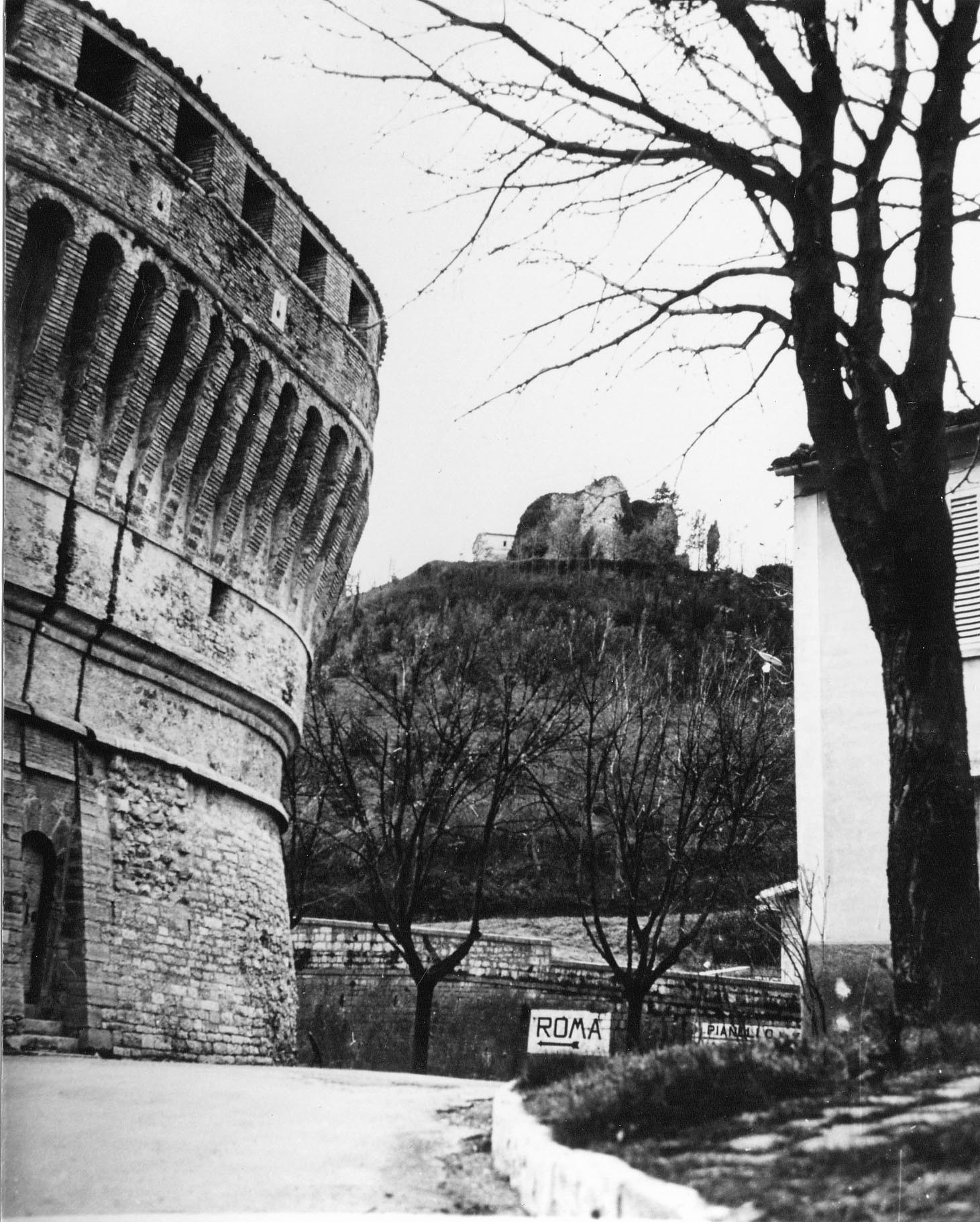
Torrione e Rocca. Primi anni Settanta del Novecento. Foto d'archivio
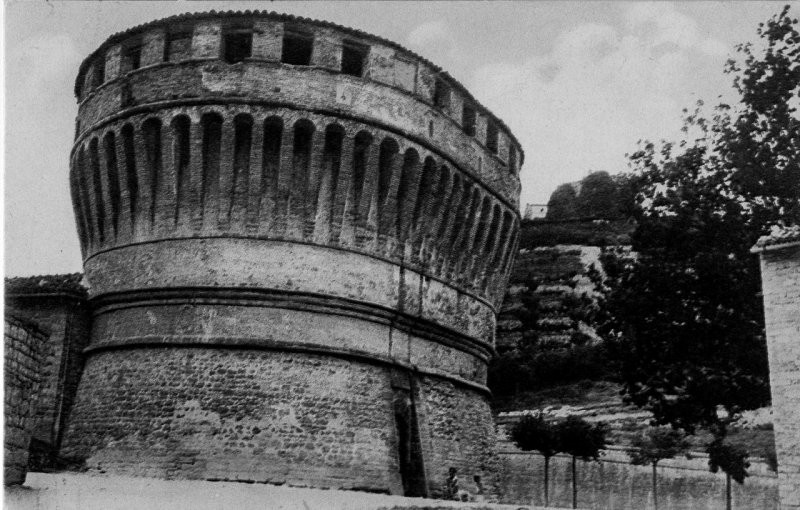
Torrione e Rocca. Prima metà del Novecento. Fototeca Comune di Cagli
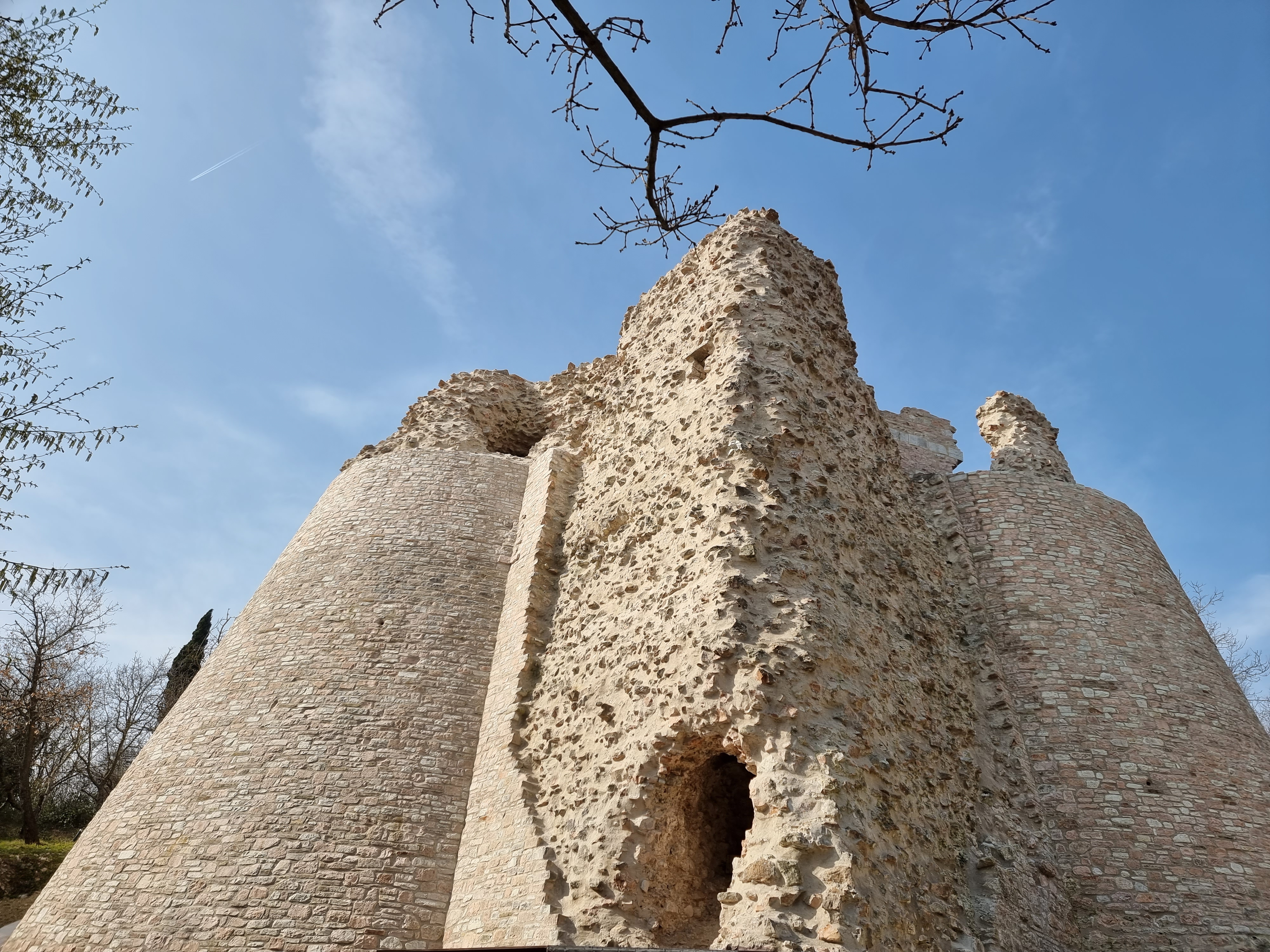
Il puntone della Rocca, affiancato dai torrioncini, al termine dei lavori di restauro conclusi nel 2022
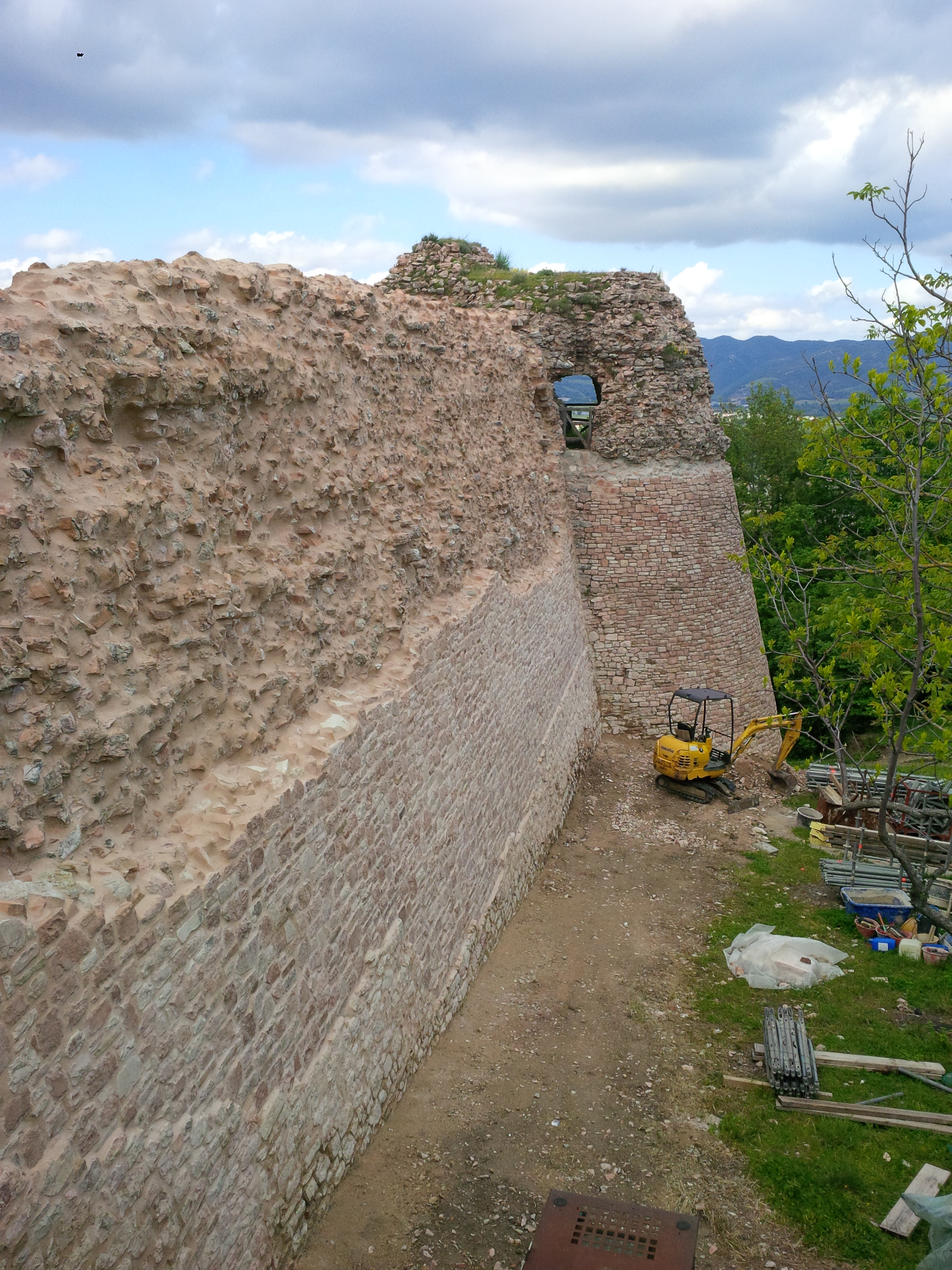
Il muro ed il torrioncino di levante della Rocca durante i lavori di restauro del 2013-2016
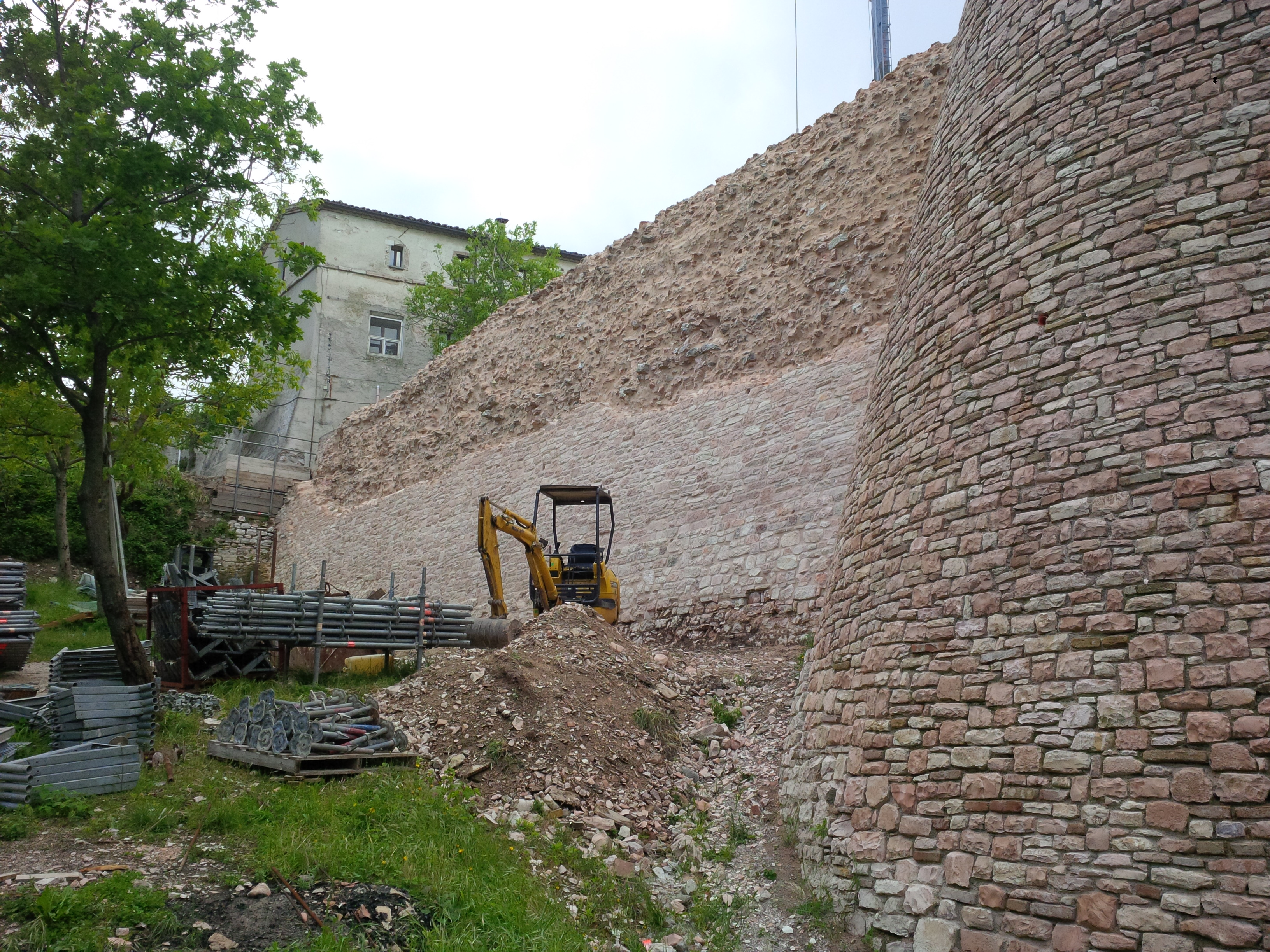
Il muro di levante della Rocca, con porzione del torrioncino, durante i lavori di restauro del 2013-2016